# Sistrans
Sistrans – gmina w Austrii, w kraju związkowym Tyrol, w powiecie Innsbruck-Land. Liczy 2167 mieszkańców (1 stycznia 2015).